# Professional Disc
Professional Disc (PFD) en un format d'enregistrament en disc òptic introduït per Sony en 2003 principalment per al seu sistema d'enregistrament sense cinta, XDCAM. Va ser un dels primers formats òptics a utilitzar blue-violet laser, la qual cosa va permetre una major densitat de dades de emmagatzematge en comparació amb la tecnologia de làser infraroig utilitzat en el CD i la tecnologia de làser vermell utilitzat en el format DVD.

## Tecnologia
PFD utilitza una mida de 405 nm de longitud d'ona i un obertura numèrica (NA) de 0,85 per al làser, la qual cosa permet 23 GB de les dades que s'emmagatzemaran en un disc 12 cm - l'equivalent a gairebé cinc dvd de capa simple, i una velocitat de 1x taxa de transferència de dades de 88 Mbit / s per la lectura i escriptura de 72 Mbit / s per. Ja que el disc va ser llançat 23 GB de doble capa 50 GB ha estat desenvolupat i en llibertat.
Confusament, és molt similar al format Blu-ray Disc, un altre format de disc òptic amb làser blau-violeta, que també és recolzada per Sony. Fins i tot el caddie del PFD i el prototip de caddie del Blu-ray (que més tard es va cancel·lar) es veia molt similar. L'única diferència aparent és que els discos d'una capa PFD tenen una capacitat de 23 GB, mentre que Blu-rays poden emmagatzemar 25 GB. No obstant això, Blu-ray Disc permet una taxa de transferència de dades de 2 x 72 Mbit / s - inferior a PFD. Això és perquè els discos PFD fan un major ús de mitjans de qualitat. 

## Aplicacions, variants

### Càmeres de vídeo XDCAM
El format PFD s'utilitza principalment com a mitjà d'emmagatzematge de les càmeres XDCAM de Sony

### Professional Disc for Data (PDD)
Professional Disc For Data (PDDo PRODATA) va ser una variant del PFD per utilitzar l'enregistrament i capacitats del PFD, dirigida principalment a les petites i mitges empreses per emmagatzemar els seus arxius i de suport.  Les unitats lectores y discos grabables van arribar a estar disponible durant el 2004. El BW-RS101 (lectora externa) SCSI-3 de discos PDD va ser originalment venut al detall en el Regne Unit a £ 2,344 (sense IVA) directament de Sony, i 23 GB d'una sola escriptura i re grabable al preu de venda de 30 lliures cadascun. Dues unitats d'altres lectors - el BW-F101 / (intern) SCSI la unitat i el BW-RU101 externs USB 2.0 també va estar disponible en la mateixa època.
El 31 de març de 2007, el PDD hauria arribat al " final de la vida ". Els PFD segueixen sent fabricats i utilitzats en els dispositius de Sony XDCAM. Sony afirma que PDD i PFD no són compatibles, però no especifica les diferències exactes entre els productes.
PDW-O1 de Sony és un disc dur extern que es connecta mitjançant USB 2.0 per Windows o Mac US X amb el programari lliure inclòs de Sony. En un firmware i actualització de programari a la fi de juliol de 2009, Sony ha afegit la possibilitat dels usuaris d'emmagatzemar els arxius de computadora en el Professional Disc. {{format ref}} http://forums.creativecow.net/thread/142/866275 # 866289